# Guglielmo Ratcliff
Guglielmo Ratcliff és una òpera en quatre actes composta per Pietro Mascagni sobre un llibret italià d'Andrea Maffei, basat en el drama alemany Wilhelm Ratcliff (1822) de Heinrich Heine. S'estrenà al Teatro alla Scala de Milà el 16 de febrer de 1895.
Mascagni havia acabat de forma substancial la composició de Ratcliff abans de l'èxit de la seva primera òpera Cavalleria rusticana. Després de la composició i interpretació de dues òperes més (L'amico Fritz el 1891, I Rantzau el 1893), Ratcliff es va estrenar finalment el 1895 i ha estat reestrenada en diverses ocasions, l'última en un concert el 25 de novembre de 2003 a l'Alice Tully Hall de Nova York, dirigida per Alfredo Silipigni. Mascagni va escriure sovint que Ratcliff era la seva «millor òpera». No obstant això, no ha entrat en el repertori operístic estàndard, en part perquè el paper de tenor és un dels més exigents que mai s'hagin escrit. És especialment coneguda per l'Intermezzo de l'acte III, que ocupa un lloc destacat en la pel·lícula de Martin Scorsese Toro salvatge. L'obra de Heine també va ser utilitzada el 1869 com a base per a l'òpera de César Cui del mateix nom, i per l'òpera de 1914 Ratcliff de Volkmar Andreae.

## Personatges
| Paper                                     | Tessitura    | Estrena, 16 de febrer de 1895 (Director: Pietro Mascagni) |
| ----------------------------------------- | ------------ | --------------------------------------------------------- |
| Guglielmo Ratcliff                        | tenor        | Giovanni Battista De Negri                                |
| Maria                                     | soprano      | Adelina Stehle                                            |
| Comte Douglas, promés de Maria            | baríton      | Giuseppe Pacini                                           |
| Margherita, institutriu de Maria          | mezzosoprano | Della Rogers                                              |
| MacGregor, un lord escocès, pare de Maria | baix         | Giuseppe De Grazia                                        |
| Lesley, amic de Ratcliff                  | tenor        | Gaetano Matteo Mazzanti                                   |
| Tom, un hostaler                          | baix         | Giovanni Scarneo                                          |
| Willie, fill jove de Tom                  | contralt     | Arminda Parsi Pettinella                                  |
| Robin, un lladre                          | baix         | Raffaele Terzi                                            |
| Dick, un lladre                           | tenor        | Aristide Masiero                                          |
| Bell, un lladre                           | baríton      | G. Calvi                                                  |
| John, un lladre                           | baix         | Giuseppe Rosci                                            |
| Taddie, un lladre                         | tenor        | Giovanni Francesco Fabbri                                 |
| Un servent                                | tenor        | A. Degani                                                 |

## Representacions
Al Gran Teatre del Liceu s'estrenà el 20 de gener de 1919, estrena que no va aconseguir omplir el teatre i que va mostrar la indiferència del públic que només va aplaudir al director Salvatore Messina que va dirigir l'orquestra sense partitura.
Als Estats Units no es va estrenar fins al 2003, en versió de concert, al Alice Tully Hall de Nova York, per un grup d'aventurers anomenats Teatro Grattacielo que s'ha especialitzat en la presentació d'òperes italianes.

## Altres compositors
El compositor Emilio Pizzi (1861-1940), també va escriure una òpera amb el mateix nom, que fou estrenada a Bolonya el 1889 amb força èxit.